# Acanthonchus (Seuratiella) tridentatus
Acanthonchus (Seuratiella) tridentatus is een rondwormensoort uit de familie van de Cyatholaimidae. De wetenschappelijke naam van de soort is voor het eerst geldig gepubliceerd in 1976 door Kito.